# Список об'єктів Світової спадщини ЮНЕСКО в Зімбабве
В списку об'єктів Світової спадщини ЮНЕСКО у Зімбабве налічується 5 найменувань (станом на 2010 рік).
| № | Зображення | Назва                                 | Місцеположення            | Час створення | Час внесення до списку | №                                                  | Критерії   |
| - | ---------- | ------------------------------------- | ------------------------- | ------------- | ---------------------- | -------------------------------------------------- | ---------- |
| 1 |            | Національний парк Мана-Пулс           | Зімбабве                  | —             | 1984                   | 302 [Архівовано 24 грудня 2018 у Wayback Machine.] | vii, ix, x |
| 2 |            | Руїни Великого Зімбабве               | Зімбабве                  | —             | 1986                   | 364 [Архівовано 24 грудня 2018 у Wayback Machine.] | i, iii, vi |
| 3 |            | Руїни Кхамі (Khami)                   | Зімбабве                  | —             | 1986                   | 365 [Архівовано 24 грудня 2018 у Wayback Machine.] | iii, iv    |
| 4 |            | Мосі-оа-Тунья / Водоспад Вікторія     | Замбія спільно з Зімбабве | —             | 1989                   | 509 [Архівовано 24 грудня 2018 у Wayback Machine.] | vii, viii  |
| 5 |            | Пагорби Матобо (Matobo National Park) | Зімбабве                  | —             | 2003                   | 306 [Архівовано 24 грудня 2018 у Wayback Machine.] | iii, v, vi |